# Dipus
Dipus is een geslacht van zoogdieren uit de familie van de jerboa's (Dipodidae). De wetenschappelijke naam van het geslacht werd in 1780 gepubliceerd door Eberhard August Wilhelm von Zimmermann.

## Soorten
Er worden 2 soorten in dit geslacht geplaatst:
- Dipus deasyi Barrett-Hamilton, 1900
- Dipus sagitta (Pallas, 1773) - Ruigvoetspringmuis